# Hamilton Rowan Gamble
Hamilton Rowan Gamble, född 29 november 1798 i Winchester, Virginia, död 31 januari 1864, var en amerikansk republikansk politiker och jurist. Han var chefsdomare i Missouris högsta domstol 1851–1854 och Missouris guvernör från 1861 fram till sin död.
Gamble utexaminerades från Hampden–Sydney College, studerade juridik och inledde sin karriär som advokat i Missouri. Som Missouris statssekreterare tjänstgjorde han 1824–1826.
Som chefsdomare i Missouris högsta domstol skrev han den avvikande åsikten i fallet Dred Scott mot Sandford som senare avgjordes i USA:s högsta domstol. De flesta domarna i Missouris högsta domstol ansåg att Dred Scott saknade medborgerliga rättigheter men Gambles åsikt var att Scott och hans fru borde ha fått leva i frihet. Enligt Gamble stred domstolens förfarande mot tidigare rättspraxis.
I samband med amerikanska inbördeskriget intog nordstaternas trupper Missouris huvudstad Jefferson City och guvernör Claiborne Fox Jackson som var på sydstaternas sida fick fly staden. Missouris konstitutionskonvent förklarade ämbetet vakant i juli 1861.
Gamble fick sedan inneha guvernörsämbetet fram till sin död år 1864 och gravsattes därefter på Bellefontaine Cemetery i Saint Louis.